# Heinrich Keil
Theodor Heinrich Gottfried Keil (Gressow, Wismar mellett, 1822. május 25. – Friedrichroda, 1894. augusztus 27.) német klasszika–filológus.

## Élete
Gimnáziumi tanulmányait Göttingenben végezte, 1839-től klasszika-filológiát tanult ugyanaitt, majd Bonnban. 1844 és 1846 között Olaszországban tartózkodott, 1848-ban magántanár lett Halléban, 1855-ben Berlinben, 1859-ben a filológia rendes tanárává nevezték ki Erlangenbe, 1869-ben pedig Halléba. 1882-ben a berlini tudományos akadémia levelező tagjává választotta.

## Kritikai kiadásai
- Grammatici latini (Lipcse, 1856-1880, 7 kötet)
- Plinii Secundi Epistolae (uo. 1870; szövegkiad. uo. 1853, 2. kiad. 1867)
- Catonis de agricultura liber és Varronis rerum rusticarum libri III (kommentárral, Lipcse, 1882-84, 1889-1891)